# SV Kurhessen 1893 Kassel
SV Kurhessen 1893 Kassel was een Duitse voetbalclub uit Kassel, deelstaat Hessen. De club bestond van 1919 tot 1945 en is de voorloper van het huidige KSV Hessen Kassel.

## Geschiedenis
De club ontstond in 1919 door een fusie tussen Casseler FV 95 en VfK Cassel. Casseler FV ontstond in 1895 na een fusie tussen twee clubs die in 1893 opgericht werden, de fusieclub greep naar deze datum terug. In het eerste seizoen werd de fusieclub meteen al kampioen, door de nasleep van de Eerste Wereldoorlog werd er dat jaar nog geen verdere eindronde gespeeld. De titel werd verleng en de club plaatste zich nu de eerste naoorlogse West-Duitse eindronde, waar ze meteen verloren van Hammer SpV 04. De volgende twee seizoenen eindigde Kurhessen slechts in de middenmoot alvorens ze in 1922/23 opnieuw voor de titel meededen. De competitie werd over twee jaar gespreid en was in drie groepen opgedeeld. Kurhessen eindigde op de eerste plaats met stadsrivaal 1. Casseler BC Sport 1894 en plaatste zich voor de finaleronde na een 4:0 overwinning op BC Sport. Ook de finalegroep werd gewonnen waardoor ze zich voor de West-Duitse eindronde plaatsen, waar ze van FC Jahn Siegen verloren. Na de terugronde werd de titel opnieuw binnen gehaald en in de  eindronde werd nu in groepsfase gespeeld, waar Cassel laatste werd met 0 punten. Ook het volgende seizoen verliep het scenario gelijkaardig. In 1925/26 wist BC Sport dat de heenronde een jaar eerder met twee punten achterstand dit in te halen en zelfs drie punten uit te lopen. De vicekampioenen mochten echter ook naar de eindronde en hier werd de club voorlaatste.
Na dit seizoen werd de competitie weer over één jaar gespeeld en kwamen er twee reeksen, de naam van de stad werd nu met een K geschreven waardoor de clubnamen veranderden. Kurhessen werd groepswinnaar en versloeg SV 06 Kassel in de finale, ook het jaar erop werd de titel behaald, nu tegen CSC 03 Kassel. Beide keren kon de club geen potten breken in de eindronde. Het volgende seizoen won CSC 03 de titel en voor het eerst kon Kurhessen furore maken in de eindronde voor vicekampioenen. Na een overwinning op SpVgg Sülz 07 en DSC Arminia Bielefeld verloor de club de finale van Schwarz-Weiß Essen. De volgende seizoenen eindigde de club in de subtop, maar in 1931/32 werd de club bijna slachtoffer van een competitiehervorming. De twee reeksen werden samengevoegd en Kurhessen eindigde samen met SV Hessen 1909 Kassel op een gedeelde vijfde plaats. Ondanks een beter doelsaldo was het Hessen Kassel dat moest degraderen. Het volgende seizoen kreeg de club eerherstel door vicekampioen te worden achter Borussia Fulda.
Hierna kwam de NSDAP aan de macht in Duitsland. De West-Duitse bond en al zijn competities werden ontbonden en vervangen door zestien Gauliga’s. De club kwalificeerde zich als vicekampioen voor de Gauliga Hessen. Na twee seizoenen in de middenmoot degradeerde de club in 1935/36. Twee jaar later promoveerde de club weer en eindigde de volgende jaren weer in de lagere middenmoot. Vanaf 1941 ging de club in de Gauliga Kurhessen spelen en werd nu vicekampioen achter Borussia Fulda. Het volgende seizoen ging het weer bergaf. Door de gebeurtenissen in de Tweede Wereldoorlog werd het steeds moeilijker om een volwaardig team op te stellen. De club ging hierdoor een tijdelijke fusie aan met CSC 03 en trad aan als KSG Kurhessen/CSC Kassel en werd derde in de competitie. Het laatste oorlogsseizoen werd vroegtijdig beëindigd.
Na de oorlog werden alle Duitse voetbalclubs ontbonden. In Kassel mocht van de bezetter in vier stadsdelen een nieuwe club opgericht worden. De voormalige leden van Kurhessen sloten zich bij SG Kassel Süd aan, dat in 1946 de naam VfL Kassel aannam. In 1947 fuseerde de club met VfL TuRa Kassel en werd zo Kasseler SV, het latere KSV Hessen Kassel.

## Erelijst
Kampioen Hessen-Hannover 
1919, 1920, 1923, 1924, 1925, 1927, 1928